# Parque Natural Regional de Camarga
O Parque Natural Regional de Camarga (em francês:  Parc naturel régional de Camargue) é uma área protegida designada em 1970 ao longo da costa de Camarga, na França. Ele protege um ambiente de zona úmida e uma área marinha adjacente. Os limites do parque foram ampliados para incluir uma lagoa chamada Étang de Vaccarès.
A Camarga também é o local de uma reserva natural nacional e foi designada pela UNESCO como uma reserva da biosfera.

## Geminação
O parque é geminado com uma zona úmida espanhola, o Parque Nacional de Doñana, na foz do Guadalquivir.  Os dois parques compartilham várias características, incluindo a importância para a vida das aves e cavalos semi-ferais, e a proximidade de um local de peregrinação (Saintes-Maries-de-la-Mer e o Hermitage of El Rocío).
Em 1992, o local foi formalmente geminado com a Reserva da Biosfera Ramsar do Delta do Danúbio por meio de um acordo entre os governos da Romênia e da França. Sítio Ramsar nº 521.